# 非禮勿弒
是一部2015年美澳合拍的心理驚悚片，由喬爾·埃哲頓執導（導演處女作）、監製和編劇，傑森·貝特曼、蕾貝卡·霍爾和埃哲頓主演。美國由STX娛樂發行於2015年8月7日，並獲得了一致好評。

## 劇情
賽門與蘿蘋·卡倫是一對從芝加哥剛搬到加州的幸福夫妻，前途無量的賽門不費工夫就尋得新工作，買下一棟多半是玻璃窗的豪華大屋。夫妻倆的美好生活直到一日逛街時，賽門無意間與高中老同學戈多重逢，其過去被他和同學們戲稱為「戈咖」（音似怪咖）。一次意外的重逢，戈多從此以後開始慢慢接近賽門與蘿蘋，時不時會在他們家門口留下慰問禮物，還在他們家門口的池水中留下锦鲤。賽門對戈多的行徑逐漸感到妒忌及難受，一日接受戈多邀請而來到他“居住”的大豪宅，但戈多突然有事離開，賽門趁機大聲對蘿蘋講戈多的壞話，並等到戈多回來後命令戈多不准再接近他們。
當晚過後，賽門和蘿蘋的家接二連三發生怪事，蘿蘋發現家門口池水中的锦鲤死光，飼養的寵物狗也消失不見。賽門立刻覺得是戈多搞的鬼，於是跑回他住的大豪宅算賬，卻發現豪宅中住的是另外一戶素昧平生的人家；報警後才得知這根本不是戈多的家，戈多僅是給真正屋主當過閒職司機。戈多此後無影無蹤；日復一日，賽門在城市裡工作時，獨自在家的蘿蘋漸漸感覺家中不安全，於是從自己的友好鄰居手上要到一點處方藥後，一天下午突然在家中昏倒。當她醒來後已經是隔天早上，並發現她不知何時躺在自己床上，而寵物狗不久後回到家門口。蘿蘋收到一封來自於戈多的道歉信，發現他在信中最後交代一句「我願意既往不咎」，於是跑去找賽門對峙。賽門反而親口否認這一切，聲言蘿蘋只是因為藥物作用而變得多疑。
不久，蘿蘋突然懷孕，在嬰兒派對過後，賽門的妹妹為蘿蘋講述，戈多之前在高中裡被賽門和他的好友葛雷格舉報說被人在校車中被人猥褻，最後導致戈多被迫轉學。蘿蘋於是找葛雷格問清楚，卻從葛雷格口中得出另一個驚人真相，曾是高中霸凌者的賽門一手編造出戈多遭人猥褻的謠言；散佈出去後不僅導致戈多在校備受欺凌，甚至被其父誤會是同性戀、引發家庭暴力後導致父親入獄。對此懊悔的葛雷格解釋他和賽門當時年少輕狂，從未想過會釀成如此嚴重的後果。吃驚的蘿蘋回家後，還發現賽門在秘密搜集戈多、以及公司裡的競爭同事丹尼·麥當勞的資料。
賽門對蘿蘋的掌握的事實拒不承認，但看在蘿蘋的面子上還是找到剛下班的戈多，對他道完一個心不甘情不願的歉意。但戈多沒有接受，還對賽門說一句「已經太遲了」。賽門在不耐煩下毆打戈多，威脅他不准再來騷擾他們夫妻，回家後對蘿蘋謊稱他們已和解。賽門喜慶得到升職，源於他舉報丹尼在上一任工作上有不良記錄而讓他被剔除，邀請眾多同事在家中開升遷派對。但派對時，丹尼躲在賽門家外丟石砸窗作為洩憤，逃跑時被眾人抓到現行，丹尼怒吼賽門對他不良記錄一事造謠而硬生生導致他被裁員。所有人為此不知所云時，蘿蘋突然感覺自己臨盆將近，送入醫院後成功生下一個男嬰。本來歡慶孩子到來的賽門卻接到上司的緊急電話，自己偽造丹尼的假不良記錄的欺詐行為已被公司高層查實，因此即將面臨革職。心煩意亂的賽門剛回病房安慰蘿蘋，卻得知她準備跟他分居。
從雙喜臨門變成福無雙至的賽門沮喪地開車回家，在家門口又發現一個大禮盒，打開後發現裡面裝有三個「禮物」：首先是他家門的另一把鑰匙，然後是錄有自己當初在大豪宅裡講戈多壞話的錄音，最後則是一盤錄影帶，內容是蘿蘋幾個月前在家中昏倒當天，一名疑似是戈多的人戴著猴子面具，在蘿蘋飲料中下藥使其昏睡後看似準備性侵她。看完錄像的賽門突然一陣驚恐，質疑剛誕生的孩子是否是自己的。與此同時，戈多帶著骨折傷勢來到醫院看望蘿蘋，聲言賽門將自己打的一身是傷，最後為她留下一束花後祝福她。
賽門衝回醫院後發現蘿蘋已經不見人影，而戈多站在遠處致電他進行嘲諷，聲言自己是以其人之道來還治其人之身。戈多拒絕坦白他是否性侵過蘿蘋，告知他答案其實就在孩子的「眼睛」裡，最後說「你現在體會到用想法來毒害別人的腦子是什麼感覺了」。當賽門找到育兒室中的蘿蘋時，不敢直視她懷中嬰兒的眼睛，而蘿蘋如今看清丈夫的真面目，拒絕讓他見孩子以外並準備離他而去。最後，身敗名裂的賽門一人蹲在原地欲哭無淚時，遠處的戈多注視他的狼狽後，認為自己已達到目的，於是卸掉自己身上的假傷揚長而去。

## 演員
- 傑森·貝特曼飾演賽門·卡倫
- 蕾貝卡·霍爾飾演蘿蘋·卡倫
- 喬爾·埃哲頓飾演戈登·「戈多」·莫瑟利
- 提姆·格里芬飾演凱文·基洛
- 艾莉森·托爾曼飾演露西[7]
- 博·納普飾演沃克警探
- P·J·拜恩飾演丹尼·麥當勞
- 大衛·丹曼飾演葛雷格
- 凱蒂·阿賽爾頓飾演瓊

## 反響

### 評價
爛番茄新鮮度93%，Metacritic得分78，電影大獲好評，主要稱讚其營造的驚悚感和意料之外的結局。

### 票房
美國首周票房為1200萬美元，列於當周第三名，排於《不可能的任務：失控國度》（2850萬美元）和《驚奇4超人》（2620萬美元）之後。

## 外部連結
- 官方网站
- 互联网电影数据库（IMDb）上《非禮勿弒》的资料（英文）
- Box Office Mojo上《非禮勿弒》的資料（英文）
- 爛番茄上《非禮勿弒》的資料（英文）
- Metacritic上《非禮勿弒》的資料（英文）